# Îlot Lafond
Îlot Lafond är en udde i Mauritius.   Den ligger i distriktet Grand Port, i den sydvästra delen av landet, 40 km sydost om huvudstaden Port Louis. Îlot Lafond ligger på ön Mauritius.
Terrängen inåt land är platt norrut, men åt nordväst är den kuperad. Havet är nära Îlot Lafond åt sydost.  Närmaste större samhälle är Plaine Magnien, 5,1 km norr om Îlot Lafond. 